# 호조랑관계회도
호조랑관계회도(戶曹郞官契會圖)는 서울특별시 용산구, 국립중앙박물관에 있는 조선시대의 계회도이다. 1986년 10월 15일 대한민국의 보물 제870호로 지정되었다.

## 개요
호조랑관계회도(戶曹郞官契會圖)는 조선시대 공물과 세금 등의 경제를 담당하던 호조 관리들의 계회모임을 그린 것으로, 비단바탕에 가로 59cm, 세로 121cm이다.
보통 계회도의 상단에는 모임의 명칭이 쓰여져 있는데 이 그림은 명칭이 빠져있다. 참석자들은 안홍·이지신·김익 등으로 의관을 바르게 하고 안쪽 가운데 인물을 중심으로 좌우로 둥그렇게 앉아 있는데, 안쪽에서 멀어질수록 인물들을 작게 표현함으로 계원들의 서열을 나타내었다.
명종 5년(1550)경에 그려진 이 그림은 산수배경을 위주로 했던 16세기 중엽 이전의 계회도와는 달리 계회장면이 산수배경 못지 않게 부각되는 등 전통을 따르면서도 16세기 중엽의 큰 변화를 반영하고 있다.

## 같이 보기
- 계회도

## 참고 자료
- 호조랑관계회도 - 국가유산청 국가유산포털